# Chromis lineata
Chromis lineata är en fiskart som beskrevs av Fowler och Bean 1928. Chromis lineata ingår i släktet Chromis och familjen Pomacentridae. Inga underarter finns listade i Catalogue of Life.